# Las Juntas (Ambato)
Las Juntas es una localidad de Argentina en la provincia de Catamarca dentro departamento Ambato.

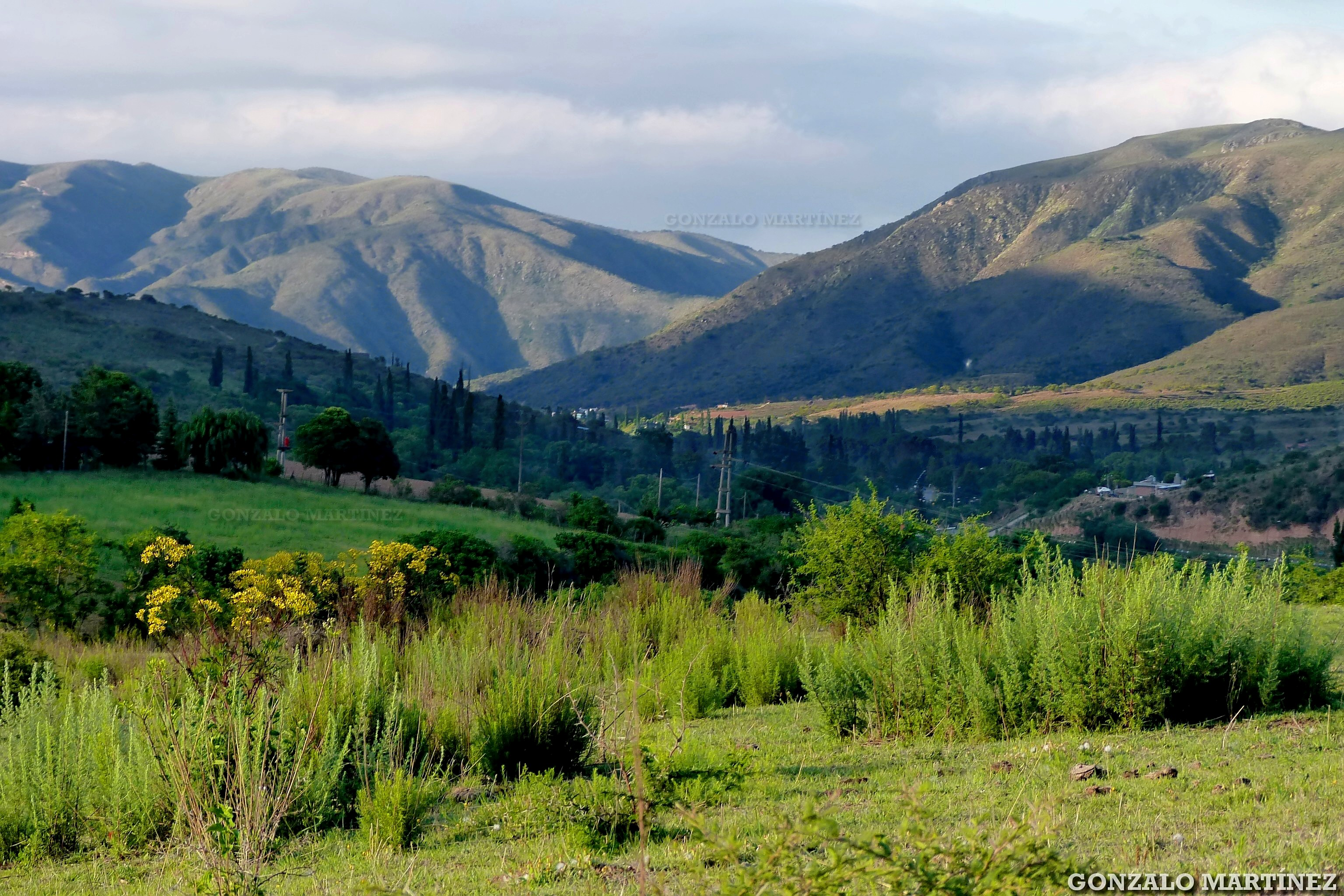
Paisaje de Las Juntas

## Geografía

### Ubicación
La Localidad de Las Juntas está ubicada en el departamento Ambato, Provincia de Catamarca a 1527msnm sobre el faldeo oriental de la Sierra de Ambato; es un valle intermontaño de altura y está inmerso en lo que se conoce como “provincia de las sierras pampeanas”. Coordenadas geográficas: Latitud 28°5”8' Oeste; Longitud 65°54”4' Sur.
Para llegar a esta localidad desde el Sur, se debe tomar la Ruta Provincial N.4, que nace en la ciudad de San Fernando del Valle de Catamarca. Son 50 kilómetros de ruta asfaltada, donde se atraviesan pequeños poblados y la villa veraniega de El Rodeo hasta llegar. Si uno viene desde el Norte, por la misma ruta se llega, pero es un camino de cornisa angosto.

### Población
Cuenta con 850 habitantes (Indec, 2001), lo que representa un incremento del 51,88 % frente a los 280 habitantes (Indec, 2024

) del censo anterior.

### Turismo
La villa cuenta con un clima templado a fresco, lo cual constituye un respiro para los visitantes provenientes del valle central de Catamarca y de las provincias de La Rioja, Santiago del Estero y Tucumán durante los meses de verano.
Cuenta con pequeñas hosterías, que suelen estar completas en los meses de verano, donde se puede alojar: Hostería Los Palominos, Complejo Turístico Las Juntas y en la Villa de El Rodeo hostería provincial.

## Actividades
Las actividades que se puede realizar a la hora de visitar esta villa son: cabalgata, visitar los ríos, la pesca, caminata, etc